# NGC 7717
NGC 7717 é uma galáxia espiral barrada (SB0-a) localizada na direcção da constelação de Aquarius. Possui uma declinação de -15° 07' 07" e uma ascensão recta de 23 horas, 37 minutos e 43,6 segundos.
A galáxia NGC 7717 foi descoberta em 1877 por Ernst Wilhelm Leberecht Tempel.